# Индиос (Порторико)
Индиос (шп. Indios) град је у америчкој острвској територији Порторико, острвској држави Кариба.

## Демографија
По попису из 2010. године број становника је 1.484, што је 255 (-14,7%) становника мање него 2000. године.
| Група             | 2000.         | 2010.         |
| Белци             | 6 (0,3%)      | 4 (0,3%)      |
| Афроамериканци    | 120 (6,9%)    | 203 (13,7%)   |
| Азијати           | 2 (0,1%)      | 0 (0,0%)      |
| Хиспаноамериканци | 1.733 (99,7%) | 1.477 (99,5%) |
| Укупно            | 1.739         | 1.484         |